# Lopha marshii
Lopha marshii — викопний вид Lopha, морського двостулкового молюска родини Устрицеві. Цей вид був існував за байоського віку (близько 170 млн років тому).